# 駒沢公園通り
駒沢公園通り（こまざわこうえんどおり）は、世田谷区「駒沢オリンピック公園西口」を中心に、南北に貫く約4.5kmの世田谷区道。通り名は「駒沢オリンピック公園」の通称である「駒沢公園」に面するところに由来。なお、これにほぼ平行し、駒沢オリンピック公園の東側を走る通りは「自由通り」。

## 区間
| 交差点名                         | 接続道路                                          |
| -------------------------------- | ------------------------------------------------- |
| ↑                                | 区役所西通り方面                                  |
| 世田谷駅前                       | 東京都道・神奈川県道3号世田谷町田線（世田谷通り） |
| 世田谷中央病院                   | ボロ市通り                                        |
| 弦巻一丁目                       | 駒留通り                                          |
| 向天神橋                         | 弦巻通り                                          |
| 弦巻二丁目                       |                                                   |
| 駒沢                             | 国道246号（玉川通り）                             |
| 駒沢大学入口                     |                                                   |
| 駒沢オリンピック公園西口         |                                                   |
| 駒沢四丁目                       |                                                   |
| 深沢不動                         | 東京都道416号古川橋二子玉川線（駒沢通り）         |
| 深沢四丁目                       |                                                   |
| 等々力小学校脇                   |                                                   |
| 等々力小学校前                   |                                                   |
| 都市大等々力                     |                                                   |
| （名称なし） 等々力3･4･7丁目付近 | 東京都道312号白金台町等々力線（目黒通り）         |

## 道路の特徴
- 世田谷通り（東急世田谷線「世田谷駅」付近）を起点とし、国道246号、駒沢通りと交差、目黒通りを終点とする。短い区間だが、世田谷区南西部を走るいずれの主要幹線とも交差する。
- 通過する主だった施設は、駒澤大学駒沢キャンパス、駒澤大学深沢キャンパス、東京都市大学等々力キャンパスなど。
- 国道246号 - 駒沢通りの区間には、瀟洒なカフェやレストランなどが立ち並ぶ。通りに面する「小林写真館」はお見合い写真や受験生の証明写真の有名店で、遠方からの利用客も多い。また、周辺には、駒沢オリンピック公園内の付設されている犬専用の「ドッグラン」利用者に向けて、犬を同伴できるカフェなどが点在。
- 深沢4丁目で西南に分岐する道路は、玉川郵便局、玉川警察署を経て用賀中町通りに入り、東急大井町線「等々力駅」へと向かう。

## 幅員
- 計画幅員は15m。現況幅員も15mで完成している。

## 交通

### 鉄道
- 東急世田谷線「世田谷駅」
- 東急田園都市線「駒沢大学駅」

### バス
すべて東急バスによる運行。
- 自01•自02 自由が丘駅 → 日体大裏 → 深沢不動前 → 駒大深沢キャンパス前 → 日体大裏 → 自由が丘駅
- 渋82 渋谷駅 - 三軒茶屋 - 駒沢大学駅前 - 駒沢 - 玉川警察署 - 等々力
- 等11 等々力操車所 - 玉川警察署 - 日体大裏 - 深沢不動前 - 駒沢 - 向天神橋 -世田谷駅前 - 桜小学校
- 等13 等々力操車所 - 玉川警察署 - 日体大裏 - 深沢不動前 - 駒沢 - 駒沢大学駅前 - 向天神橋 - 世田谷駅前 - 梅ヶ丘駅

etc